# Adieu (Maupassant)
Pour les articles homonymes, voir Adieu.
Adieu est une nouvelle de Guy de Maupassant, publiée en 1884.

## Historique
Adieu est d'abord parue le 18 mars 1884 dans Gil Blas, sous la signature de Maufrigneuse, puis reprise dans le recueil Contes du jour et de la nuit en 1885.
À ne pas confondre avec la nouvelle Adieu !, écrite par Honoré de Balzac en 1830.

## Résumé
Deux amis attablés à un café parlent du temps qui passe. Pour Henri Simon, c'est l'image que lui renvoie son miroir qui le lui rappelle.
Pierre Carnier quant à lui, a réalisé autrement qu'il avait vieilli. Plus jeune, il avait rencontré sur la plage d'Étretat, une jeune femme charmante et jolie, nommée Julie Lefèvre déjà mariée. Ils devinrent amants. Il en était très amoureux. Il dut la quitter pour partir à l'étranger.
Douze ans plus tard, il la retrouva par hasard dans un train. Elle était accompagnée de ses quatre enfants. Elle était méconnaissable, enlaidie. Elle aussi a mis du temps à le reconnaître.
Aussi, le soir, en se regardant dans le miroir, Pierre Carnier se souvint de son jeune visage devenu vieux à présent.

## Édition française
- Adieu, dans Maupassant, Contes et Nouvelles, tome I, texte établi et annoté par Louis Forestier, éditions Gallimard, Bibliothèque de la Pléiade, 1974  (ISBN 978-2-07-010805-3)